# Clima de les Illes Balears

Illes Balears

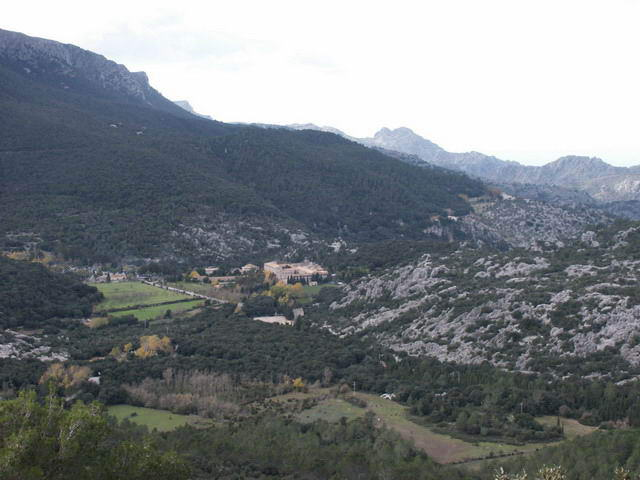
A l'estació meteorològica del Monestir de Lluc és on plou més de les Balears

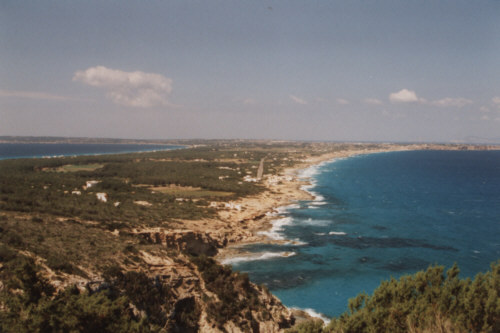
Formentera és, alhora, el lloc més càlid i el més sec de les Balears

El clima de les Illes Balears és plenament del tipus mediterrani
Les temperatures entre les illes augmenten d'acord amb la disminució de la latitud i disminueixen per acció de l'altitud. En el cas de les precipitacions el fenomen és el contrari, de manera general disminueix la pluja anual com més cap al sud i augmenta a mesura que es guanya en altitud. L'illa de Mallorca és la que té el clima més complex amb més variació interna pel que fa a la temperatura i la pluviometria, especialment està afectada per la presència de la Serra de Tramuntana. La continentalitat és inapreciable donat que cap punt de les illes està a més de 30 km de la costa i en general no hi ha barreres orogràfiques que impedeixin l'acció atemperadora del mar.
Respecte a la temperatura mitjana anual s'aprecia com a Maó (39° 51′ N, Menorca) és de 16,8 °C, a la ciutat de Mallorca també de 16,8 °C a la Vila d'Eivissa augmenta fins a 17,5 °C i a Sant Francesc de Formentera (38º 43 N) s'arriba al màxim de tot l'arxipèlag amb 18,3 °C.
Pel que fa a la pluviometria aquesta gairebé sempre és en forma líquida, ja que només neva sovint a les parts altes de la Serra de Tramuntana. Als aeroports de Palma i d'Eivissa, estadísticament, el nombre de dies que hi neva és nul. A l'aeroport de Menorca, també estadísticament, només es presenta la neu, de mitjana, un dia a l'any.

## Pluviometria
La pluviometria de Menorca és força uniforme, producte del relleu geogràfic poc acusat, al voltant d'uns 600 litres anuals (614 litres a Maó). Mallorca, en canvi, presenta una part nord més plujosa afectada per la pluja orogràfica causada per la Serra de Tramuntana (Pollença 896 litres i Sóller 822 litres) i en canvi la part sud i de llevant de Mallorca és molt més seca (Palma 451 litres). L'illa d'Eivissa també presenta uniformitat en la distribució de la pluja per l'escassa diferència en altituds i la reduïda extensió de l'illa, raó per la qual els 408 litres de la Vila d'Eivissa són representatius de tota l'illa. A Formentera els totals pluviomètrics són similars (414) als de la Vila d'Eivissa però les dades disponibles de la pluviometria de Sant Francesc és molt reduïda (12 anys) i no se'n poden treure conclusions definitives. La major temperatura i el paisatge vegetal apunten a una major aridesa respecte a Eivissa amb condicions plenament termomediterrànies
Al municipi d'Escorca, concretament al Monestir de Lluc dins la Serra de Tramuntana s'arriba al màxim pluviomètric de l'arxipèlag amb una mitjana anual de 1.342 litres que està al nivell de les més altes de les terres de llengua catalana.
La pluja a les Balears, com en general pel clima Mediterrani, és força irregular d'un any a l'altre i també és irregular per a un mes determinat.
Durant l'estiu les diferències en la pluviometria pràcticament s'anul·len, així durant els dos mesos de juliol i agost cauen en total uns 22 litres a Maó i també a Eivissa, uns 27 litres a Palma i, com a màxim, es recullen uns 39 a Pollença (que té una pluviometria anual pràcticament el doble que la de Palma). A totes aquestes localitats no s'arriba als 10 litres durant el mes de juliol cosa important pel turisme de platja. La migradesa de les pluges estivals està en consonància amb la latitud on es troben les Illes Balears i són comparables a altres illes del Mediterrani i al clima del País Valencià, especialment del seu litoral.
Els gran episodis de pluja ocorren normalment quan hi arriba el vent de garbí i el vent de llevant, ja que ambdós estan carregats d'humitat en passar pel Mediterrani, també acostumen a ser molt intenses les precipitacions de tardor i ocasionar inundacions.
Les pluges de tardor marquen el màxim anual en totes les localitats de les Balears, Els 174 litres del mitjana que cauen durant el mes d'octubre a Sóller són un dels valors més alts de la conca occidental del mediterrani. La pluja continua de manera més moderada als mesos d'hivern però a la primavera s'inicia un descens, que fa que aquesta sigui força o molt seca (només uns 20 litres durant el mes de maig a Eivissa i Palma), continua el descens fins a arribar al mínim de juliol que és extremadament sec, ja que només cobreix el 5% de l'evapotranspiració mensual. El dèficit pluviomètric mitjà anual respecte l'evapotranspiració oscil·la de nord a sud entre 300 i 500 litres.

## Temperatures
L'aeroport de Son Sant Joan o de Palma té una temperatura mitjana de 16 °C. La diferència entre el mes més càlid, agost (24,6 °C) i el mes més fred, gener (9,3 °C), arriba a un valor de 15 °C que es força elevat si es compara amb els calors d'amplitud tèrmica de les illes oceàniques (9 °C d'amplitud tèrmica a Irlanda, per exemple) aquest és un tret generalitzat a tota la mediterrània i en part s'explica per la major variació anual de la temperatura de la Mediterrània respecte a la que té l'Atlàntic. L'aeroport de Menorca té una temperatura mitjana anual lleugerament més alta que el de Palma arribant als 16,8 °C amb un màxim al mes d'agost de 25 °C i un mínim el gener de 10,7 °C. L'aeroport d'Eivissa ja és notablement més càlid amb una temperatura mitjana anual de 17,9 °C, 25,9 °C l'agost i 11,8 °C el gener.
Els mesos de juliol i agost, a les localitats del litoral, la mitjana de les temperatures màximes supera els lleugerament els 30 °C o està lleugerament per sota mentre que les mínimes mitjanes superen lleugerament els 20 °C. A l'hivern (de desembre a febrer) les màximes mitjanes se situen entre 15 i 16 °C i les mínimes mitjanes entre els 8 i 9 °C 
Com és general a la Conca del Mediterrani la primavera resulta més freda que la tardor i l'estiu tèrmic, amb temperatures mitjanes mensuals per sobre dels 20 °C, dura quatre mesos (de juny a setembre). A l'estiu les Balears estan més exposades, que la resta dels Països Catalans, a algunes entrades d'aire càlid del nord d'Àfrica que fan elevar la temperatura de manera considerable
L'hivern a les Balears resulta relativament suau amb temperatures mitjanes mensuals del mes de gener entre els 10 i els 12 °C. Tenint en compte que les temperatures mensuals per sota de 10 °C es consideren en climatologia de tipus hivernal, en estar les Balears (just o lleugerament) per sobre d'aquest valor es podria dir que, de mitjana, no existeix un veritable hivern tèrmic. A l'aeroport de Son San Joan hi ha uns 19 dies de glaçades anualment però són molt rares a Menorca i Eivissa-Formentera. Tanmateix les Balears no estan lliures d'esporàdiques entrades d'aire fred que fan baixar les temperatures a nivells molt menors. L'aeroport de Mallorca va enregistrar -6 °C en la fredorada de 1985 (17 de gener de 1985) que és un nivell només un xic superior a l'enregistrat a la ciutat de Barcelona en la mateixa data (-7,2 °C)

## Insolació
El total anual d'hores de sol és molt similar a totes les Illes Balears: arriba a un total de 2.756 hores a l'aeroport de Palma (pràcticament el mateix que al seu port: 2763 hores). A l'aeroport de Menorca són 2.694 horesi a l'aeroport d'Eivissa 2.732. Durant els mesos de juny, juliol i agost hi ha més de 300 hores de sol en cadascun d'aquest mesos. En canvi entre desembre i febrer el nombre d'hores de sol està entre 150 i 170 hores cada mes.

## Taules climàtiques d'estacions del litoral
Sant Francesc de FormenteraDades de 12 anys (de 1941 a 1952)Evapotranspiració potencial: 917 litres
| Mesos                     | Gen  | Feb  | Març | Abr  | Maig | Juny | JuliI | Ago  | Setem | Octub | Novem | Desem | Anual |
| Temperatures mitjanes, ºС | 11,8 | 12,1 | 13,7 | 15,9 | 18,6 | 22,5 | 25,1  | 25,9 | 24,0  | 19,6  | 16,5  | 13,3  | 18,3  |
| Pluja, mm                 | 42   | 31   | 29   | 26   | 25   | 14   | 4     | 19   | 34    | 77    | 60    | 53    | 414   |
| ------------------------- | ---- | ---- | ---- | ---- | ---- | ---- | ----- | ---- | ----- | ----- | ----- | ----- | ----- |

EivissaLatitud: 38° 55′ N. Altitud: 5 m. Evapotranspiració potencial:882 litres. Dades de 28 anys (1943 a 1970).
| Mesos                     | Gen  | Feb  | Mar  | Abr  | Mai  | Jun  | Juli | Agos | Sete | Octu | Nove | Desem | Anual |
| Temperatures mitjanes, ºС | 11,1 | 11,1 | 12,8 | 15,0 | 18,4 | 21,7 | 24,6 | 25,2 | 23,4 | 19,5 | 15,2 | 12,4  | 17,5  |
| Pluja, mm                 | 36   | 31   | 22   | 21   | 12   | 21   | 3    | 19   | 42   | 74   | 81   | 46    | 408   |
| ------------------------- | ---- | ---- | ---- | ---- | ---- | ---- | ---- | ---- | ---- | ---- | ---- | ----- | ----- |

AlcúdiaLatitud: 39° 51′ N, altitud 27 m. Dades de 9 anys, de 1939 a 1947. Evapotranspiració potencial:861 litres.
| Mesos                     | Gen  | Feb  | Mar  | Abr  | Mai  | Jun  | Juli | Agos | Setem | Octu | Nove | Dese | Anual |
| Temperatures mitjanes, ºС | 10,2 | 11,1 | 12,6 | 15,0 | 17,8 | 21,7 | 24,3 | 24,6 | 22,9  | 18,1 | 14,4 | 11,2 | 17,0  |
| Pluja, mm                 | 58   | 51   | 52   | 50   | 36   | 20   | 7    | 25   | 55    | 127  | 97   | 75   | 653   |
| ------------------------- | ---- | ---- | ---- | ---- | ---- | ---- | ---- | ---- | ----- | ---- | ---- | ---- | ----- |

PalmaLatitud: 39° 34′ N. Altitud: 28 m. Evapotranspiració potencial:849 litres. Dades de 40 anys (1931 a 1970)
| Mesos                     | Gen  | Feb  | Mar  | Abr  | Mai  | Jun  | Juli | Agos | Sete | Octu | Nove | Desem | Anual |
| Temperatures mitjanes, ºС | 10,1 | 10,5 | 12,2 | 14,5 | 17,3 | 21,3 | 24,1 | 24,5 | 22,5 | 18,4 | 14,3 | 11,6  | 16,8  |
| Pluja, mm                 | 39   | 34   | 36   | 28   | 27   | 20   | 4    | 23   | 56   | 77   | 56   | 51    | 451   |
| ------------------------- | ---- | ---- | ---- | ---- | ---- | ---- | ---- | ---- | ---- | ---- | ---- | ----- | ----- |

MaóLatitud: 39° 52′ N. Altitud: 87 m. Evapotranspiració potencial:848 litres. Dades de 43 anys per a les temperatures (de 1951 a 1993) i de 129 anys per la pluviometria (de 1865 a 1993):
| Mesos                     | Gen  | Feb  | Mar  | Abr  | Mai  | Jun  | Juli | Agos | Sete | Octu  | Nove | Desem | Anual |
| Temperatures mitjanes, ºС | 10,6 | 10,7 | 11,9 | 13,8 | 17,3 | 21,1 | 24,2 | 24,6 | 22,5 | 18,6  | 14,5 | 12,0  | 16,8  |
| Pluja, mm                 | 62,5 | 45,2 | 50,3 | 45,8 | 32   | 21,2 | 10,2 | 17,2 | 55,8 | 106,7 | 90,5 | 76,6  | 614   |
| ------------------------- | ---- | ---- | ---- | ---- | ---- | ---- | ---- | ---- | ---- | ----- | ---- | ----- | ----- |

## Taules climàtiques de localitats de l'interior
Pollença(Latitud: 39° 51′ N, altitud 70 m. Dades de 23 anys de 1947 a 1969. Evapotranspiració potencial:839 litres.
| Mesos                     | Gen  | Feb  | Mar  | Abr  | Mai  | Jun  | Juli | Agos | Setem | Octu | Nove | Dese | Anual |
| Temperatures mitjanes, ºС | 10,0 | 10,0 | 11,8 | 13,6 | 17,3 | 20,9 | 24,0 | 24,5 | 22,4  | 18,4 | 14,0 | 11,1 | 16,5  |
| Pluja, mm                 | 109  | 78   | 71   | 81   | 59   | 26   | 7    | 32   | 73    | 141  | 115  | 104  | 896   |
| ------------------------- | ---- | ---- | ---- | ---- | ---- | ---- | ---- | ---- | ----- | ---- | ---- | ---- | ----- |

SóllerLatitud: 39° 46′ N. Altitud: 60 m. Evapotranspiració potencial:864 litres.
| Mesos                     | Gen | Feb  | Mar  | Abr  | Mai  | Jun  | Juli | Agos | Sete | Octu | Nove | Desem | Anual |
| Temperatures mitjanes, ºС | 9,6 | 11,0 | 12,6 | 14,4 | 18,5 | 21,8 | 25,0 | 25,0 | 22,4 | 17,8 | 13,6 | 11,4  | 16,9  |
| Pluja, mm                 | 88  | 52   | 44   | 53   | 45   | 17   | 5    | 38   | 92   | 174  | 103  | 111   | 822   |
| ------------------------- | --- | ---- | ---- | ---- | ---- | ---- | ---- | ---- | ---- | ---- | ---- | ----- | ----- |

IncaLatitud: 39° 43′ N. Altitud: 150 m. Evapotranspiració potencial:847 litres. Dades de 14 anys, de 1947 a 1960.
| Mesos                     | Gen | Feb  | Mar  | Abr  | Mai  | Jun  | Juli | Agos | Sete | Octu | Nove | Desem | Anual |
| Temperatures mitjanes, ºС | 9,9 | 10,0 | 12,1 | 13,8 | 17,3 | 21,4 | 24,4 | 24,8 | 22,5 | 18,0 | 14,0 | 11,4  | 16,6  |
| Pluja, mm                 | 63  | 53   | 53   | 52   | 36   | 22   | 8    | 23   | 56   | 94   | 70   | 78    | 608   |
| ------------------------- | --- | ---- | ---- | ---- | ---- | ---- | ---- | ---- | ---- | ---- | ---- | ----- | ----- |